# Pablo Galdames (Fußballspieler, 1996)
	Pablo Ignacio Galdames Millán (* 30. Dezember 1996 in Santiago) ist ein chilenischer Fußballspieler. Der defensive Mittelfeldspieler ist seit 2017 Nationalspieler.

## Karriere

### Verein
Pablo Galdames begann seine Karriere wie sein Vater und seine Geschwister bei Unión Española. Dort schaffte der Mittelfeldspieler 2013 unter José Luis Sierra den Sprung in den Profikader. Dort erkämpfte er sich in der Folgesaison einen Startelfplatz und überzeugte bis zu seinem Wechsel im August 2018 nach Argentinien zum CA Vélez Sarsfield. Nach drei Jahren wechselte der defensive Mittelfeldspieler am 31. August, dem letzten Transfertag, nach Europa. Beim CFC Genua aus der Serie A unterschrieb der Chilene einen Vertrag bis Ende 2024, wurde jedoch 2023 an den US Cremonese ausgeliehen und kehrte Anfang 2024 nach Südamerika zurück. Dort spielte der Mittelfeldspieler für den CR Vasco da Gama.
Seit Januar 2025 steht er in Argentinien bei CA Independiente unter Vertrag.

### Nationalmannschaft
Pablo Galdames debütierte für La Roja im Januar 2017 unter Juan Pizzi beim China-Cup beim Erfolg im Elfmeterschießen über Kroatien, als der Mittelfeldspieler in der 82. Spielminute für Carlos Carmona eingewechselt wurde. Beim Elfmeterschießen, das 4:1 endete, traf Galdames zum zwischenzeitlichen 2:1. Nach dem 1:0-Erfolg im Finale gegen Island, bei dem Galdames ebenfalls eingewechselt wurde, konnte Galdames mit Chile den Sieg des China-Cups feiern. Neben vier Qualifikationsspielen zur Weltmeisterschaft 2022 in Katar, für die sich Chile nicht qualifizierte, spielte der im defensiven oder zentralen Mittelfeld eingesetzte Galdames zwei Gruppenspiele bei der Copa América 2021. Chile kam als Gruppenvierter ins Viertelfinale, scheiterte dort aber an Brasilien. Bis März 2024 absolvierte Galdames bislang zwölf Länderspiele.
Zuvor hatte Galdames schon in der U-20 bei der Südamerikameisterschaft 2017 in Uruguay gespielt, wo das Team aber schon in der Gruppenphase ausgeschieden war.

## Sonstiges
Pablo Galdames ist Sohn von Nationalspieler Pablo und Bruder der Profifußballspieler Thomas und Benjamín.